# كريستين فلوريس
كريستين فلوريس (بالإنجليزية: Kristen Ridgway Flores)‏ هي ممثلة أمريكية، ولدت في 19 يناير 1982 في سياتل في الولايات المتحدة.

## وصلات خارجية
- كريستين فلوريس على موقع IMDb (الإنجليزية)